# Liste der Baudenkmäler in Dörentrup
Die Liste der Baudenkmäler in Dörentrup enthält die denkmalgeschützten Bauwerke auf dem Gebiet der Gemeinde Dörentrup im Kreis Lippe in Nordrhein-Westfalen (Stand: Januar 2021). Diese Baudenkmäler sind in der Denkmalliste der Gemeinde Dörentrup eingetragen; Grundlage für die Aufnahme ist das Denkmalschutzgesetz Nordrhein-Westfalen (DSchG NRW).

| Bild                                                            | Bezeichnung                                                     | Lage                                     | Beschreibung | Bauzeit       | Eingetragen seit                 | Denkmal- nummer |
| --------------------------------------------------------------- | --------------------------------------------------------------- | ---------------------------------------- | ------------ | ------------- | -------------------------------- | --------------- |
| weitere Bilder                                                  | Wasserschloss                                                   | Wendlinghausen Am Schloß Karte           |              | 1613–1616     | 25. September 1984               | 1               |
| Villa                                                           | Villa                                                           | Wendlinghausen Voßheider Str.8 Karte     |              | ca. 1898–1904 | 25. September 1984               | 2               |
| Fachwerkhaus                                                    | Fachwerkhaus                                                    | Schwelentrup Zum Alten Sternberg 4 Karte |              |               | 25. September 1984               | 3               |
| Evangelische Kirche Hillentrup zusätzlich Taufstein und Uhrwerk | Evangelische Kirche Hillentrup zusätzlich Taufstein und Uhrwerk | Hillentrup Homeiner Str. 3 Karte         |              | 1899–1900     | 25. September 1984 17. Sep. 1999 | 4               |
| Papiermühle                                                     | Papiermühle                                                     | Hillentrup An der Niedermühle Karte      |              |               | 8. August 1986                   | 5               |
| Mühle                                                           | Mühle                                                           | Hillentrup Mühlenstraße 3 Karte          |              |               | 8. August 1986                   | 6               |
| Domäne Oelentrup                                                | Domäne Oelentrup                                                | Schwelentrup Oelentrup Karte             |              |               | 13. Oktober 1986                 | 7               |
| weitere Bilder                                                  | Fachwerkhaus                                                    | Wendlinghausen Betzen 10 Karte           |              |               | 13. Juli 1987                    | 8               |
| Fachwerkhaus                                                    | Fachwerkhaus                                                    | Hillentrup Papenstraße 4 Karte           |              |               | 3. Juni 1988                     | 9               |
| Fachwerkhaus                                                    | Fachwerkhaus                                                    | Schwelentrup Alte Dorfstr. 60 Karte      |              |               | 10. Mai 1989                     | 10              |
| weitere Bilder                                                  | Fachwerkhaus                                                    | Wendlinghausen Zum Schneiderkamp 4 Karte |              |               | 10. Mai 1989                     | 11              |
| Fachwerkhaus                                                    | Fachwerkhaus                                                    | Hillentrup Rawaule 4 Karte               |              |               | 10. Mai 1989                     | 12              |
| Altes Pfarrhaus                                                 | Altes Pfarrhaus                                                 | Hillentrup Homeiner Str. 3 Karte         |              |               | 12. Juni 1989 (vorläufig)        | 13              |
| BW                                                              | Speicher                                                        | Humfeld Untere Dorfstr. 30 Karte         |              |               | 12. Januar 1990 (vorläufig)      | 14              |
| Feuerwehrgeräteh.                                               | Feuerwehrgeräteh.                                               | Hillentrup Hauptstr. 94 Karte            |              |               | 16. Januar 1990                  | 15              |
| Fachwerkhaus                                                    | Fachwerkhaus                                                    | Hillentrup Hauptstr. 86 Karte            |              |               | 28. August 1990                  | 16              |
| Stellwerk                                                       | Stellwerk                                                       | Hillentrup Mittelstr. Karte              |              |               | 10. September 1990               | 17              |
| Fachwerkhaus                                                    | Fachwerkhaus                                                    | Schwelentrup Alte Dorfstr. 29 Karte      |              |               | 4. Mai 1990                      | 18              |
| Fachwerkhaus                                                    | Fachwerkhaus                                                    | Hillentrup Papenstr. 1 Karte             |              |               | 20. November 1992                | 19              |
| Kirchengebäude + Kirchenmauer                                   | Kirchengebäude + Kirchenmauer                                   | Bega Katzhagen 5 Karte                   |              |               | 6. Januar 1994 24. Aug. 1984     | 20              |
| weitere Bilder                                                  | Hofanlage                                                       | Humfeld Farmbecker Str. 6 Karte          |              |               | 14. Februar 1994                 | 21              |
| BW                                                              | Deelentor                                                       | Hillentrup Krubberg 10 Karte             |              |               | 1. Juli 1994                     | 22              |
| Poststation                                                     | Poststation                                                     | Bega Barntruper Str. 7 Karte             |              |               | 24. April 1998                   | 23              |
| Wassermühle                                                     | Wassermühle                                                     | Hillentrup Waldmühlenweg 2 Karte         |              |               | 1. April 1999                    | 24              |
| Kriegerehrenmal                                                 | Kriegerehrenmal                                                 | Bega Karte                               |              |               | 17. September 1999               | 25              |
| BW                                                              | Domäne Göttentrup                                               | Schwelentrup Domänenweg 1 Karte          |              |               | 21. November 2000                | 26              |
| weitere Bilder                                                  | Jüdischer Friedhof                                              | Bega Sibbentruper Str. Karte             |              |               | 6. Januar 2009                   | 27              |
| Vorwerk Friedrichsfeld                                          | Vorwerk Friedrichsfeld                                          | Wendlinghausen Friedrichsfeld 1 Karte    |              |               | 31. März 2016                    | 28              |

## Gelöschte Baudenkmäler
| Bild | Bezeichnung | Lage                    | Beschreibung                                        | Bauzeit | Eingetragen seit  | Denkmal- nummer |
| ---- | ----------- | ----------------------- | --------------------------------------------------- | ------- | ----------------- | --------------- |
|      | Begakrug    | Bega Barntruper Str. 20 | am 22. August 2018 von Amts wegen gelöscht (Abriss) |         | 12. Dezember 2016 | 29              |